# Claire-Éliane Engel
Pour les articles homonymes, voir Engel.
Claire-Éliane Engel, née à Oran le 23 décembre 1903 et morte à Ivry-sur-Seine le 20 avril 1976, est une historienne, critique littéraire, traductrice et écrivain, spécialiste en histoire de l'alpinisme.

## Biographie
En 1925, Claire-Éliane Engel obtient à la Sorbonne une licence d'anglais. Deux ans plus tard, elle est reçue au concours de l'agrégation d'anglais. En 1931, elle soutient une thèse de doctorat préparée sous la direction de Paul Hazard : La littérature alpestre en France et en Angleterre au XVIIIe et au XIXe siècle. Cette étude de près de 300 pages constitue le début d'une carrière consacrée en majeure partie à l'alpinisme et à son histoire.
Elle s'est également intéressée à l'histoire de la Méditerranée, notamment à l'ordre de Saint-Jean de Jérusalem, auquel elle a consacré une étude synthétique qui fait toujours autorité. Elle a en outre publié, entre autres travaux historiques, une biographie de Philippe d'Orléans, Le Régent.

## Publications
- 1930 : Tableau littéraire du massif du Mont-Blanc, en association avec Charles Vallot, petit cousin de Joseph Vallot
- 1931 : La Littérature alpestre en France et en Angleterre au XVIIIe et au XIXe siècle

Prix Bordin de l’Académie française en 1932
- 1931 : Byron et Shelley en Suisse et en Savoie
- 1934 : Ces Monts affreux… et ces Monts sublimes…, tome 1, période préromantique de l'alpinisme (1650-1810), avec des illustrations de Samivel
- 1935 : Alpinistes d'autrefois - Le Major Roger et son baromètre, Victor Attinger, Neuchâtel.
- 1936 : Ces Monts affreux… et ces Monts sublimes…, tome 2, période romantique et postromantique de l'alpinisme (1803-1895), avec des illustrations de Samivel
- 1936 : Les Batailles pour l'Himalaya : 1783-1936, collection « La Vie en Montagne », Flammarion
- 1939 : Le Mont-Blanc, routes classiques et voies nouvelles
- 1939 : Figures et aventures du XVIIIe siècle

Prix Paul-Flat de l’Académie française en 1940
- 1948 : La vallée de Saas, Victor Attinger, Neuchâtel.
- 1949 : Esquisses anglaises

Prix Bordin de l’Académie française en 1950
- 1950 : History of Mountaineering, écrit directement en anglais, et Histoire de l'alpinisme
- 1956 : Bataille pour l'Himalaya
- 1957 : L'Ordre de Malte en Méditerranée, 1530-1798, Monaco, Éditions du Rocher, 1957, 352 p.

Prix Véga-et-Lods-de-Wegmann de l’Académie française en 1958
- 1961 : Le Mont-Blanc, lieu-dit, avec des illustrations mises à disposition entre autres par Gaston Rébuffat
- 1965 : Le Mont-Blanc vu par les écrivains et les alpinistes
- 1965 : Le Grand Siège, Malte, 1565-1965, société de l'histoire de l'Ordre de Malte, 1965.
- 1967 : L'Amiral de Coligny, Labor et Fides, Genève.
- 1968 : Histoire de l'Ordre de Malte, Nagel, Genève.
- 1969 : Le Régent, Paris, Hachette, 1969

Prix Broquette-Gonin (littérature) de l’Académie française
- 1972 : Les Chevaliers de Malte, Paris, Presses contemporaines, 1972, réédition.

## Traductions
- Le Terrain de jeu de l'Europe de Leslie Stephen
- Escalades dans les Alpes d'Edward Whymper
- Les Montagnes de ma jeunesse d'Arnold Lunn
- Dix Grandes Montagnes de Robert Lock Graham Irving
- La Conquête de la montagne de Robert Lock Graham Irving